# Едуардо Касанова
Едуа́рдо Касано́ва Вальдеі́та (ісп. Eduardo Casanova Valdehíta; нар. 24 березня 1991, Мадрид, Іспанія) — іспанський актор, сценарист та кінорежисер.

## Біографія
Едуардо Касанова народився 24 березня 1991 року в Мадриді, Іспанія. У 2005 році 12-річним дебютував як актор, знявшись в телесеріалі «Аїда», де зіграв роль власника крамниці Фіделя, що зробила Едуардо популярним. З того часу знімається в кіно та на телебаченні, грає в театрі. У 17 років за власні кошти зняв свій перший короткометражний фільм «Тривога». Після цього зняв ще кілька короткометражок, музичних кліпів і рекламних роликів.
У 2016 році Едуардо Касанова як режисер і сценарист дебютував повнометражним фільмом «Шкіра», що розповідає про проблеми людей з різними формами каліцтв. У лютому 2017 році стрічка брала участь в секції «Панорама» на 67-му Берлінському міжнародному кінофестивалі.

## Особисте життя
Касанова — відкритий гей.

## Фільмографія
Актор
| Рік       |     | Назва українською                  | Оригінальна назва     | Роль            |
| --------- | --- | ---------------------------------- | --------------------- | --------------- |
| 2005-2014 | т/с | Аїда                               | Aída                  | Фідель Мартінез |
| 2010      | т/ф | Чергова аптека: Останнє чергування | La última guardia     | Новіо де Яйза   |
| 2011      |     | Остання іскра життя                | La chispa de la vida  | Лоренцо         |
| 2012      |     | Літня сторона                      | Del lado del verano   | Томас           |
| 2013      | к/м | Мерехтіння                         | Blink                 | Лучіо           |
| 2014-     | т/с | Тренажерний зал Тоні               | Gym Tony              | Ченчо           |
| 2015      |     | Забійний вогник                    | Mi gran noche         | гример          |
| 2016-     | т/с | Мережева терапія                   | Web Therapy           | Ф. Л.           |
| 2017      |     | Господи, дай мені терпіння         | Señor, dame paciencia | Карлос          |
| 2019-}    | т/с | Дім квітів                         | La casa de las flores | Еду             |

Режисер, сценарист
| Рік  |     | Назва українською | Оригінальна назва | Режисер | Сценарист |
| ---- | --- | ----------------- | ----------------- | ------- | --------- |
| 2010 | к/м | Тривога           | Ansiedad          | Так     |           |
| 2014 | к/м |                   | La hora del baño  | Так     |           |
| 2015 | к/м |                   | Eat My Shit       | Так     | Так       |
| 2017 |     | Шкіра             | Pieles            | Так     | Так       |